# 김해 서상동 지석묘
김해 서상동 지석묘(金海 西上洞 支石墓)는 대한민국 경상남도 김해시에 있는 지석묘이다. 1974년 2월 16일 경상남도의 기념물 제4호 서상동 지석묘로 지정되었다가, 2018년 12월 20일 현재의 명칭으로 변경되었다.

## 개요
지석묘는 우리나라 선사시대 가운데 청동기시대에 살았던 사람들의 무덤으로 고인돌 또는 돌멘이라고도 불리고 있다. 서상동에 있는 이 지석묘는 받침돌이 있는 바둑판과 같다고 해서 이른바 기반식 지석묘로도 불리며 무덤의 주체는 땅속에 마련되어 있다. 길이가 4.6m 나 되는 큰 상석위에 세워져 있는 이 비는 임진왜란때 김해로 침입해온 왜군과 싸워 전사한 김해 사충신의 한분인 송 빈선생이 이곳에서 순절한 것을 기리기 위해 세운것이며, 상석의 측면에는 송공 순절암이라 새겨져 있다. 지석묘에는 돌칼, 돌화살촉, 무문토기 등의 유물이 출토되고 있어 당시의 생활을 연구하는데 귀중한 자료가 되고있다.

## 참고 자료
- 김해 서상동 지석묘 - 국가유산청 국가유산포털